# Turdus torquatus
Il merlo dal collare (Turdus torquatus Linnaeus, 1758) è un uccello della famiglia dei Turdidi.
Le tre sottospecie del merlo dal collare sono distribuite dall’Europa nord-occidentale al Turkmenistan. Il maschio adulto, nerastro o marrone-nerastro, si riconosce per la caratteristica banda pettorale bianca, che manca nella femmina. Uccello territoriale, vivace, nel periodo riproduttivo ha abitudini solitarie, per poi divenire gregario nel resto dell’anno. Come per la maggior parte dei Turdidi, la sua dieta dipende dalle disponibilità offerte dall'ambiente e varia a seconda della stagione: insettivoro durante la stagione riproduttiva e frugivoro in autunno-inverno. La stagione riproduttiva, compresa tra aprile e luglio, varia con la latitudine. I pulcini, accuditi da entrambi i genitori, abbandonano il nido a due settimane di età, ma rimangono nelle vicinanze fino al raggiungimento della completa capacità di volo.
Specie migratrice e localmente sedentaria, in Nord Europa inizia i movimenti autunnali a fine agosto. I maschi tendono ad anticipare la migrazione rispetto alle femmine, per occupare le migliori aree di nidificazione. I primi ritorni nei territori di nidificazione si registrano a partire da marzo. 
Durante il periodo riproduttivo occupa le alte e medie latitudini, dove frequenta gli altopiani settentrionali a clima oceanico e i rilievi meridionali. Sverna soprattutto attorno al bacino del Mediterraneo. Si stima che l'Europa rappresenti circa il 95% della popolazione riproduttiva complessiva. In Italia è svernante occasionale  tra ottobre e novembre e nidificante tra aprile e maggio, sulle Alpi e in alcune aree dell'Appennino settentrionale e centrale. La specie è compresa nella categoria rischio minimo della Lista Rossa dell’IUCN delle specie minacciate.

## Descrizione
Ha dimensioni medie: lunghezza 27 cm, apertura alare 38–42 cm, peso medio 110 g. Il maschio adulto si riconosce per il caratteristico collare. Il piumaggio è nerastro o marrone-nerastro con riflessi bruno-verdastri, orlato di chiaro. L’iride è marrone scuro. Ha becco giallastro e ali di aspetto argenteo, perché orlate di piume bianche. Zampe e piedi sono marroni. La femmina adulta ha un piumaggio di colore bruno, su cui il disegno a scaglie appare meno evidente; la livrea può essere anche grigio scuro.  I giovani si possono confondere con le femmine del merlo perché presentano il piumaggio simile e non hanno il collare.

## Biologia
Il suo ciclo vitale può superare i nove anni. Uccello territoriale, vivace, sempre in moto sui rami, nel periodo riproduttivo ha abitudini solitarie, ma nella restante parte dell’anno diviene gregario e si riunisce in piccoli branchi, non di rado anche con altri Turdidi. Occupa i suoi territori appena sono presenti spazi senza neve. Possiede un volo leggero, rapido e diretto, con brevi ondulazioni ed accelerazioni. Sul terreno si muove agilmente, camminando e saltellando con le ali leggermente abbassate e la coda un po’ eretta. Di indole accorta e diffidente, quando viene disturbato emette una nota di allarme secca e concitata, prima di allontanarsi in volo fino a un posatoio a notevole distanza.

### Alimentazione
Come per la maggior parte dei Turdidi, la dieta del merlo dal collare dipende dalle disponibilità offerte dall'ambiente e varia a seconda della stagione: nelle aree di nidificazione si ciba soprattutto di insetti e loro larve, anellidi, lumache, ragni, piccoli anfibi e rettili; inoltre, si ciba di frutta e di bacche (ciliegie, fragole, more e olive) e predilige le bacche di ginepro, che costituiscono parte rilevante della sua dieta in diverse parti dell’areale (Spagna, Algeria). La dieta dei pulcini è composta prevalentemente di invertebrati.

### Riproduzione

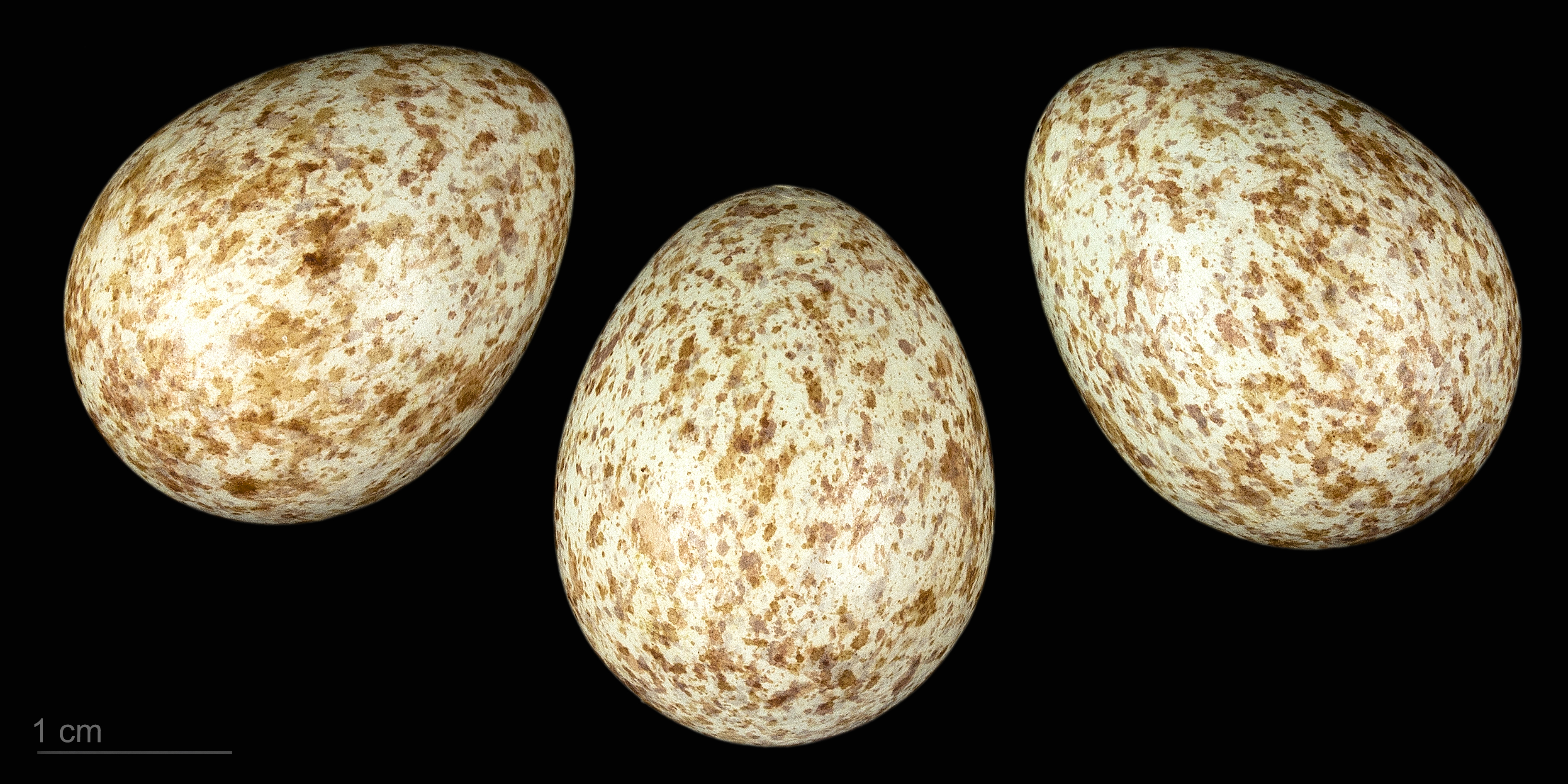
Uova di Turdus torquatus torquatus - Museo di Tolosa

La scelta del sito riproduttivo sembra variare tra le diverse sottospecie. In Gran Bretagna, ad esempio, T. t. torquatus costruisce il nido sul terreno o sulla vegetazione bassa e solo in rare occasioni sugli alberi; alpestris nidifica soprattutto sulle conifere, in particolare alla base dei rami più robusti. La stagione riproduttiva è compresa tra aprile e luglio, variando con la latitudine.
La femmina si dedica alla costruzione del nido a poca altezza dal suolo, sul terreno tra la folta vegetazione o nella crepa di una roccia. Il nido, a forma di tazza, è formato da pezzetti di legno, erba,  consolidato con  terra e guarnito e tappezzato con materiali vegetali più fini. Le quattro o cinque uova deposte, generalmente dal colore blu pallido, con piccole macchie bruno-rossastro, porpora-rossastro e grigio-violaceo, distribuite uniformemente su tutta la superficie, sono incubate soprattutto dalla femmina per 12-14 giorni. I pulcini sono accuditi da entrambi i genitori; all’età di due settimane abbandonano il nido, ma rimangono nelle sue vicinanze, fino a raggiungere la completa capacità di volo. Nell’anno può compiere una o due covate.

### Voce
Il mattino, i maschi iniziano a ripetere la loro litania triste e monotona nel bosco, ancora immerso nell'oscurità, prima di tutte le altre specie di tordo. Il canto ha lo stesso timbro di quello del tordo bottaccio e della tordela, ma è meno elaborato, con frasi di due-quattro note, separate da brevi silenzi, all'inizio della stagione riproduttiva assomiglia ad un pi-ríí, pi-ríí, pi-ríí e trruu-trruu-trruu tjii-tjii-tjii, a volte intervallati da risatine e gorgheggi. I richiami comprendono il caratteristico tac-tac-tac, rumoroso in caso di lieve agitazione che, in caso di allarme, diventa un più duro chrech-rech-rech-rechra. A terra e quando si invola, emette un tjuck-tjuck-tjuck più dolce o anche un dcherrr o tschwierrr. In volo, un zrrp o tsierk (a volte raddoppiato), mentre in volo migratorio un tchuuk-tchuuk-tchuuk. Quale avvertimento per la presenza di un predatore aereo, un sottile ssiii.

## Distribuzione, migrazioni ed habitat

### Distribuzione
Il merlo dal collare presenta una distribuzione che si estende dall’Europa nord-occidentale al Turkmenistan. L’areale riproduttivo è costituito da tre zone geograficamente separate, in ognuna delle quali è presente una delle  sottospecie. Di queste, due risiedono in Europa: torquatus nidifica in Scandinavia e nelle Isole Britanniche, mentre alpestris occupa i rilievi dell’Europa meridionale, centrale e orientale. La sottospecie amicorum, invece, nidifica in Turchia orientale, nella Regione del Caucaso e in Turkmenistan. L’areale di svernamento della sottospecie nominale interessa soprattutto la Spagna meridionale e l’Africa nord-occidentale, in particolare le montagne dell’Atlante. La sottospecie alpestris, pur essendo un migratore altitudinale, in inverno può occupare le zone meridionali del suo areale riproduttivo o migrare verso le coste del Mediterraneo.

### Migrazioni
Specie migratrice e localmente sedentaria, rispetto agli altri Turdidi, presenta una distribuzione molto più frammentata, caratterizzata da una netta distinzione tra gli areali di nidificazione e di svernamento. I soggetti originari della Scandinavia e delle Isole Britanniche si spostano verso sud o sud-sud-ovest per svernare attorno al bacino del Mediterraneo, soprattutto in Francia e Spagna meridionale, Africa nord-occidentale, Malta, Grecia e Turchia occidentale. I soggetti della sottospecie alpestris, che nidificano sui Pirenei, sull’arco alpino, in Romania e in Bulgaria svernano soprattutto nella Penisola Iberica, nella Penisola Balcanica e in Nord Africa. Spesso, per sfuggire ai rigori dell’inverno, compiono spostamenti verso altitudini inferiori rispetto alle zone di nidificazione. In Nord Europa, i movimenti autunnali iniziano a fine agosto e raggiungono il culmine a metà settembre e in ottobre. I maschi tendono ad anticipare la migrazione di circa dieci giorni rispetto alle femmine, per occupare le migliori aree di nidificazione. I primi ritorni nei territori di nidificazione si registrano a partire da marzo.

### Habitat
Durante il periodo riproduttivo, occupa le alte e medie latitudini, dove frequenta gli altopiani settentrionali a clima oceanico e i rilievi meridionali. Tollera bene ambienti battuti da pioggia e vento forte, mentre evita i substrati permanentemente ghiacciati o innevati. La sottospecie nord-occidentale (torquatus) nidifica tra i 250 e i 1.200 metri di altitudine, in ambienti caratterizzati da scarsa vegetazione, anche sul terreno sconnesso, su dirupi, falesie, pendii o aree pianeggianti e su manufatti quali muri, cave e miniere. La sottospecie alpestris, invece, nidifica sui rilievi dell’Europa meridionale tra i 600 e i 2.500 metri in prossimità di boschi di conifere, su pendii acclivi ombreggiati e umidi o su prati d’alta quota; sui Carpazi può frequentare le faggete, mentre nel Caucaso occupa anche la macchia a rododendro e ginepro.

## Predatori e parassiti
Il merlo dal collare è parassitato dal cuculo e da vari ectoparassiti (pidocchi, pulci e zecche) e endoparassiti, tra i quali l'Haemoproteus.

## Status e conservazione
Si stima che l'Europa (che rappresenta circa il 95% della popolazione riproduttiva) ospiti 597.000 - 1.200.000 individui maturi. L'andamento di questa popolazione sembra essere stabile e la specie è compresa nella Categoria Rischio minimo della Lista Rossa dell’IUCN delle specie minacciate. Si pensa che possa soffrire di un aumento dei disturbi umani e dello sviluppo di molte aree montane per attività ricreative all'aperto, nonché della concorrenza con specie come T. merula, T. viscivorus e T. pilaris, e per la caccia, soprattutto in Francia. Nella Spagna meridionale e nell'Africa nord-occidentale, la diffusa perdita di foreste di ginepro può essere, in parte, responsabile del declino delle popolazioni nidificanti britanniche. La specie può anche essere minacciata dai cambiamenti climatici.

## Posizione nell’ecosistema
Importante è il ruolo di questo tordo nella propagazione delle specie vegetali che gli forniscono il nutrimento, per le implicazioni relative alla preservazione della biodiversità.
La dieta del merlo dal collare a Tenerife è costituita principalmente da coni femminili di Juniperus cedrus, pianta endemica delle Canarie e di Madeira a rischio di estinzione, e questo migratore svolge un ruolo chiave nel suo sistema di dispersione dei semi, collegando popolazioni frammentate di questa specie.
In una prospettiva di lungo termine, considerato il cambiamento climatico che sta determinando la ridistribuzione della vita sulla Terra, il merlo dal collare è tra i migratori con il maggior potenziale di dispersione delle piante europee verso latitudini più fredde.

## Rapporti con l'uomo
Alcuni paesi hanno emesso francobolli con l’immagine del merlo dal collare: Alderney, Benin, Burundi, Cecoslovacchia, Jersey e Repubblica Ceca.

## In Italia
In Italia è migratore occasionale tra marzo e aprile e tra ottobre e novembre e nidificante tra aprile e maggio, sulle Alpi e in alcune aree dell'Appennino settentrionale e centrale, in zone di confine tra il bosco di conifere e la fascia degli arbusti contorti. Due delle tre sottospecie (alpestris e torquatus), compaiono regolarmente in Italia. Come nidificante, è ben distribuita lungo l’arco alpino, tra i 1.100 e i 2.300 metri, dove frequenta soprattutto il limite superiore dei boschi di conifere. Nel settore alpino orientale, l’ambiente di nidificazione preferito è costituito dal lariceto, anche se si rinviene a quote più basse nelle formazioni a pino mugo. Per quanto riguarda la presenza sull’Appennino, è segnalato come nidificante raro all’interno del Parco Nazionale d’Abruzzo, sul Massiccio della Majella e sull’Appennino tosco-emiliano. Sverna regolarmente sul Massiccio della Majella e sul resto dell’Appennino centrale, in Toscana, nel Lazio, in Abruzzo e in Sardegna, dove predilige pendii aridi e con poca vegetazione, caratterizzati dalla presenza del ginepro. La risalita pre-nuziale comincia in febbraio, presenta un picco tra fine marzo e aprile e termina in maggio.
La popolazione italiana è stimata in 10.000 - 20.000 coppie, risulta stabile ed è classificata a Minore Preoccupazione. Tra i fattori suscettibili di contribuire al declino della specie, la perdita di habitat di alimentazione e le uccisioni illegali.

## Sistematica
Del merlo dal collare si riconoscono tre distinte sottospecie:
- T. t. torquatus Linnaeus (1758) 	 - Europa settentrionale e occidentale.
- T. t. alpestris Brehm, CL  (1831)	- Spagna settenrionale e dalla Spagne ed Europa centrale alla Grecia ed alla Turchia occidentale.
- T. t. amicorum  Hartert, E. (1923)  - dalla dTurchia centrale al Turkmenistan e all’Iran settentrionale.